# Международен есперанто музей
Международният есперанто музей (на немски: Esperantomuseum und Sammlung für Plansprachen; на есперанто: Esperantomuzeo kaj kolekto por planlingvoj) е разположен във Виена и е част от Националната библиотека на Австрия.
Музеят е основан през 1927 г. от Хуго Щайнер (Hugo Steiner). От 1928 до 2005 г. се помещава в двореца Хофбург, след което е преместен в двореца Молард Клари (Palais Mollard-Clary). Към музея има библиотека, документален център и архив с 35 000 тома, 3100 периодика, 3000 музейни единици, 10 000 ръкописа, 1200 афиша и 40 000 брошури. Електронният каталог за търсене на музейните експонати е достъпен в Интернет.